# Bruno Ravel
Bruno Ravel (1 de mayo de 1964) es un bajista y guitarrista estadounidense, popular por su trabajo con la agrupación de glam metal Danger Danger, de la cual era además el compositor principal.
Antes de unirse a Danger Danger, Ravel hizo parte de la banda Hotshot, junto al cantante Mike Pont y el baterista Steve West.
En Danger Danger inició siendo bajista, pero luego de la salida del guitarrista Andy Timmons, Ravel se encargó de las guitarras por un tiempo. El guitarrista Rob Marcello tomó su lugar como guitarrista de la banda, por lo que Bruno regresó nuevamente al bajo.
Fue músico invitado en los álbumes Cherry Pie de Warrant y All The Way to the Sun y My Religion de TNT.